# Echinocereus laui
Echinocereus laui är en kaktusväxtart som beskrevs av G. Frank. Echinocereus laui ingår i släktet Echinocereus och familjen kaktusväxter. Inga underarter finns listade i Catalogue of Life.

## Bildgalleri

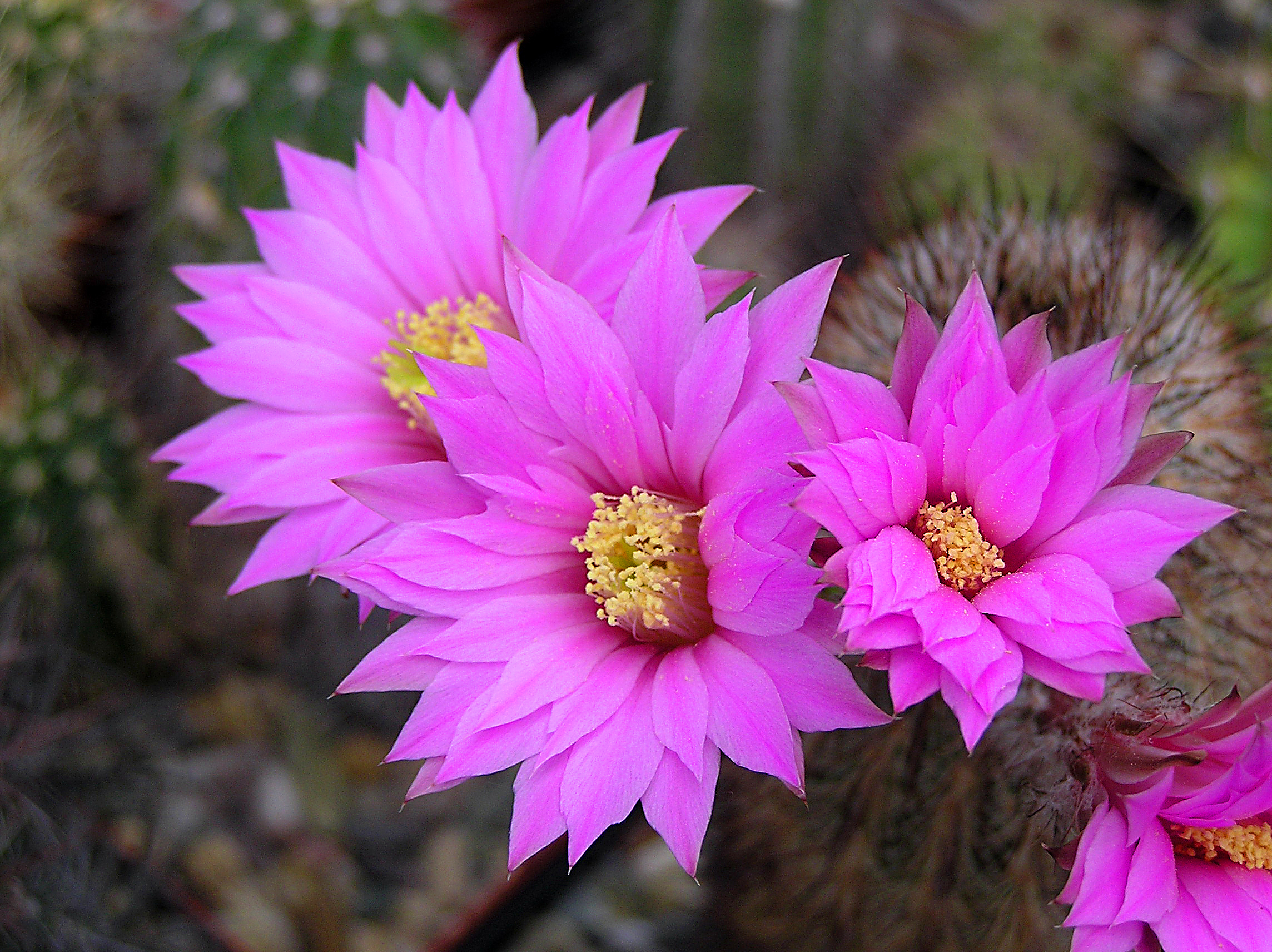